# Đát Kỷ
Đát Kỷ (chữ Hán: 妲己, cũng viết 妲妀; bính âm: Dájǐ), tính Kỷ (己), thị Hữu Tô (有苏), biểu tự Đát (妲), trong nhiều bản dịch Việt Nam hay được phiên âm là Đắc Kỷ, là một nhân vật nổi tiếng trong truyền thuyết Trung Quốc về thời nhà Thương. Bà được biết đến là Vương hậu thứ hai của Đế Tân (tức Trụ Vương), vị quân chủ cuối cùng của nhà Thương trong lịch sử Trung Quốc.
Hình tượng phổ biến nhất về Đát Kỷ là sự tích bà do hồ ly tinh hóa thành. Trong nhiều câu chuyện cổ đến tiểu thuyết, sân khấu, bà luôn được mô tả là mỹ nữ có nhan sắc làm mê đắm lòng người, thuộc hàng đại mỹ nhân của Trung Hoa. Tuy nhiên, do là yêu tinh và có nhiều hành vi trực tiếp hoặc gián tiếp làm chết quá nhiều người, nên dân gian thường gọi bà là yêu cơ. Tác phẩm Phong thần diễn nghĩa, một tiểu thuyết phổ biến hình tượng Đát Kỷ nhất, thì mô tả Đát Kỷ họ Tô, là con gái của Tô Hộ (蘇護), chỉ là người bình thường, nhưng trên đường dâng nạp cho Trụ Vương đã bị hồ ly tinh nhập xác để thực hiện nhiệm vụ của Nữ Oa là làm cho Trụ Vương mê muội và nhà Thương sụp đổ, tạo điều kiện cho nhà Chu thu phục thiên hạ.
Bà cùng với Muội Hỉ nhà Hạ, Bao Tự nhà Chu và Ly Cơ nước Tấn được xem là Tứ đại yêu cơ (四大妖姬), là những ví dụ điển hình của "hồng nhan họa thủy" (紅顏禍始), tức mỹ nhân tuyệt sắc gây đại họa liên lụy đến các quân vương, là nguyên nhân làm sụp đổ triều đại trong văn hóa không chỉ Trung Quốc mà cả các nước đồng văn như Nhật Bản, Hàn Quốc và Việt Nam.

## Câu chuyện
Các sách Quốc ngữ, Sử ký và Liệt nữ truyện là những cuốn sách ghi chép sớm nhất về Đát Kỷ theo hiểu biết cổ thư hiện tại. Nguyên lai Đát Kỷ là con gái chư hầu Hữu Tô thị của nhà Thương. Đế Tân chinh phạt Hữu Tô thị, Vua của Hữu Tô Thị đem con gái Đát Kỷ vào hậu cung, sau đó rất được Đế Tân sủng ái. Đế Tân yêu thương Đát Kỷ, nói gì là làm theo, lập làm Vương hậu. Khi ấy, quyền hành của Đát Kỷ rất lớn, chính là vì hễ bà thích ai thì Đế Tân sẽ rất quý trọng người đó, còn ghét ai thì người đó chắc chắn sẽ có kết cuộc thê thảm.
Chính vì ham mê, chìm đắm vào nhan sắc của Đát Kỷ, triều Thương thời Đế Tân đã sớm ngày bị diệt vong, Đát Kỷ bị cho là thủ phạm gián tiếp khiến chính khiến triều Thương lừng lẫy hỗn loạn. Tương truyền, trong cung Thương có một nơi dành riêng cho thú vui của Đế Tân, ông thường cùng Đát Kỷ tìm kiếm khoái cảm, say mê hưởng hết các trò khoái lạc. Họ ra lệnh dùng roi đánh khắp người các con vật thật đau, để hằn lên vết đỏ, rướm máu, rồi mang nướng lên để thưởng thức, đem thịt treo thành rừng, gọi là Nhục lâm (肉林; "rừng thịt"). Nơi này được thiết kế với những hồ nhỏ, Đế Tân cho đổ rượu vào đầy hồ, gọi là Tửu trì (酒池; "ao rượu"), rồi cùng Đát Kỷ và các mỹ nhân xuống tắm rượu. Đế Tân còn cho xây Lộc Đài (鹿臺; "đài hươu") vuông mỗi bên 3 dặm, cao ngàn thước, quy mô lớn chưa từng thấy, phải dùng đến hàng vạn thợ xây, xây 7 năm mới xong.
Đát Kỷ bất hòa với thân thuộc của Đế Tân là Tỷ Can, vì Tỷ Can luôn khuyên can Đế Tân và chủ trương phế giết Đát Kỷ vì công sự cả nước. Một lần, Tỷ Can không thể chịu được hành vi ngày ngày chìm đắm vào khoái lạc, ham mê nữ sắc Tô Đát Kỷ của Trụ Vương, khẳng khái trước mặt Đế Tân mà nói:
| “ | 不脩先生之典法，而用婦言，禍至無日。 Không nghe theo điển phạm của đời trước, lại chỉ chăm chăm nghe theo ý kiến của một nữ nhân, ngày rước họa diệt vong không còn xa nữa! | ” |

Đế Tân tức giận lập tức ra lệnh giết chết Tỷ Can rất tàn khốc bằng cách cho người mổ tim của ông. Vì việc làm tàn bạo, Chu Vũ vương Cơ Phát phát động chính biến, lật đổ Đế Tân. Đát Kỷ trong cơn loạn bị bắt và bị chém đầu bày cho thị chúng xem.

## Di sản

### Khảo chứng lịch sử
Hiện chưa tìm thấy ghi chép giáp cốt văn nào thời nhà Thương viết về Đát Kỷ. Tác phẩm nói về bà sớm nhất có lẽ là Quốc ngữ (國語) của Tả Khâu Minh, theo đó là các Sử ký của Tư Mã Thiên và Liệt nữ truyện của Lưu Hướng, phần Bế nguyệt, nói về các yêu cơ hủy hoại triều cương. Một số nhận định cho rằng, thời Thương thì địa vị phụ nữ cực cao, có thể tham gia bàn luận chính sự, cho nên việc Đát Kỷ có thể ảnh hưởng đến quốc chính khi ấy xét theo lẽ là bình thường. Chỉ từ thời nhà Chu về sau, do các học giả tôn thờ Chu Vũ vương lập nên nhà Chu muốn tô điểm lên cái gọi là "Thương Trụ hoang dâm", nên Đát Kỷ dần dần trở thành mục tiêu bị tô vẽ nên.
Từ sau Sử ký của Tư Mã Thiên, hình tượng Đát Kỷ mới dần dần trở nên phổ biến, và nhiều nhận định cho rằng các việc làm tàn ác của Đát Kỷ là do đời sau hình tượng hóa. Theo nghiên cứu, hình tượng hóa hồ ly của bà sớm nhất có lẽ là khoảng thời nhà Đường. Mãi đến thời nhà Minh, tác phẩm tiểu thuyết dã sử thần thoại Phong thần diễn nghĩa hay Đông Chu liệt quốc mới cung cấp những thông tin hệ thống về nhân vật này.

### Hình tượng họa thủy
Về sau, Đát Kỷ là một nhân vật được khai thác rất nhiều trong văn hóa Trung Quốc. Rất nhiều thành ngữ có yếu tố nói về sắc đẹp của Đát Kỷ hoặc sắc đẹp hồ ly tinh để nói về những nữ nhân có sắc đẹp làm mê muội những nam nhân có quyền lực, từ đó dẫn đến những việc vô đạo. Trước khi có nghệ thuật điện ảnh, nhân vật Đát Kỷ đã được đưa vào các bộ môn nghệ thuật múa rối hoặc sân khấu Trung Quốc. Và khi nền điện ảnh ra đời, Đát Kỷ là nhân vật không thể thiếu trong các tác phẩm liên quan đến sự sụp đổ của nhà Thương.
Các câu chuyện dân gian đều cho rằng vì quá yêu Đát Kỷ, Trụ Vương đã làm nhiều điều thất đức, đi theo vết xe đổ của Hạ Kiệt say đắm Muội Hỉ đến nỗi làm hỏng chính sự và mất nước về tay nhà Chu. Sau này cuối thời Tây Chu lại có chuyện Chu U vương si mê Bao Tự mà cũng lặp lại bi kịch như Trụ Vương làm mất nhà Tây Chu. Tiểu thuyết Phong thần diễn nghĩa là tác phẩm đóng vai trò rất lớn trong việc hoàn thiện hình ảnh của Đát Kỷ trong dân gian. Trong tiểu thuyết này, Đát Kỷ thực ra chỉ là người bình thường, nhưng trên đường dâng nạp cho Trụ Vương đã bị hồ ly tinh nhập xác để thực hiện nhiệm vụ của Nữ Oa. Tuy nhiên, do quá tàn ác, vì vậy đã bị Khương Tử Nha chém chết. Hình tượng hồ ly tinh hóa thành trở thành một hình tượng rất đặc trưng của nhân vật Đát Kỷ, theo nhiều nghiên cứu thì có lẽ thịnh hành sớm nhất vào thời nhà Đường và cứ tiếp tục lưu truyền qua các thời đại sau.
Trong các sách cổ, Đát Kỷ cũng xuất hiện như một ví dụ điển hình của mỹ nhân gây họa cho đại cuộc. Sách Hậu Hán thư ghi lại, đại thần Khổng Dung vì châm chọc Tào Tháo, đã nói: "Khi quân nhà Chu công hãm Triều Ca, có ái phi của Trụ vương là Đát Kỷ tư sắc diễm lệ. Khi ấy, Chu Công rất yêu thích Đát Kỷ, đem về làm cơ thiếp phục vụ mình, hưởng giàu sang vui sướng". Lời này của Khổng Dung không theo tư duy lịch sử khi ấy, lúc đó Tào Phi cùng Tào Tháo vây hãm Nghiệp Thành, bắt con dâu của Viên Thiệu là Chân thị làm chiến lợi phẩm, Khổng Dung nói câu này ý chỉ Tào gia vô đức.
Sách Ngô Việt xuân thu thuật lại, khi Ngũ Tử Tư trông thấy Tây Thi, biết nàng ta sẽ là cái họa vong quốc, bèn khuyên can Ngô Phù Sai rằng: "Thần nghe, Hạ vong bởi Muội Hỉ, Ân vong bởi Đát Kỷ, Chu vong bởi Bao Tự. Mỹ nhân, là vật gây mất nước, nên từ chối".

### Phát minh ra đôi đũa
Tương truyền rằng, vào thời nhà Thương, người dân khi ấy vẫn ăn bằng cách bốc bằng tay là chủ yếu, kẻ giàu thì có người hầu dùng tay dâng cơm đến tận miệng. Vốn bản tính khát máu, việc hầu Trụ Vương ăn cơm đã trở thành nỗi ám ảnh của cả hậu cung, tính cả Đát Kỷ. Ông yêu cầu tất cả các món không được quá nóng, cũng không được quá nguội. Chỉ cần một món không đạt yêu cầu này, tất cả các đầu bếp ngự trù đều bị xử tử, những hạ nhân bốc cơm cho vua cũng không tránh khỏi cảnh vạ lây.
Trong một lần, khi đang tiếp đồ ăn cho Trụ Vương, Đát Kỷ sợ hãi nhận ra món này đang hơi nóng. Vì sợ bị phạt nặng, nàng nhanh trí dùng luôn hai chiếc trâm cài đầu để "gắp" đồ ăn cho vua. Vừa dâng, nàng vừa thổi, nhờ đó, món ăn lại rất vừa miệng, Trụ Vương cũng không nổi giận nữa. Sau đó, nhận thấy đây là phương án an toàn nên Đát Kỷ hạ lệnh cho thợ chế tác ra đôi đũa vàng để tiện dùng. Từ đó, đôi đũa mà chúng ta thường sử dụng đã chính thức ra đời.

## Phong thần diễn nghĩa

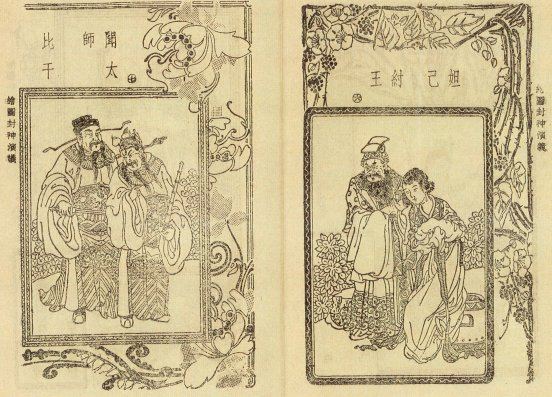
Minh họa Phong thần diễn nghĩa. Trái:Tỷ Can và Văn Trọng; Phải: Trụ Vương và Đát Kỷ

Theo Phong thần diễn nghĩa thì Đát Kỷ (có nơi đọc trại thành Đắc Kỷ) nguyên danh là Tô Đát Kỷ (蘇妲己), con gái của Ký Châu hầu Tô Hộ (蘇護).
Tô Hộ có hai người con, 1 là con trai trưởng Tô Toàn Trung (蘇全忠), văn võ song toàn, dũng trí hơn người, 2 là Tô Đát Kỷ 16 tuổi, quốc sắc thiên hương. Do Trụ Vương vốn háo sắc, nghe lời của Bí Trọng (費仲) và Vưu Hồn (尤渾), nên đòi Tô Hộ phải dâng con gái để nạp làm phi tần. Tuy Tô Hộ phản ứng mạnh trước yêu cầu này, nhưng sau khi có thư khuyên giải cân nhắc của Tây Bá hầu Cơ Xương, ông quyết định gả con gái đi.
Tương truyền, Đát Kỷ đẹp đến nỗi ngay cả khi nàng nổi giận cũng khiến Trụ Vương mê hồn. Trụ Vương cùng Đát Kỷ ngày đêm hoang lạc đến nỗi không màng tảo triều. Chánh cung vương hậu Khương thị thấy Trụ Vương bị mê hoặc bèn gọi Đát Kỷ đến mắng. Đát Kỷ không kính nể Khương hậu, còn nói khích nên bị Khương hậu trừng phạt. Trụ Vương biết được càng yêu chiều Đát Kỷ và căm ghét Khương hậu. Đát Kỷ muốn lật đổ Khương hậu nên vu cáo Khương hậu có ý ám sát Trụ Vương. Trụ Vương tức giận truyền chỉ tống giam và dụng hình ép cung. Khương hậu bất lực, khoét mắt tự minh oan rồi chết, Trụ Vương lập Đát Kỷ làm Kế hậu. Đát Kỷ truy sát 2 người con trai của Trụ Vương với Khương hậu là Ân Hồng (殷洪) và Ân Giao (殷郊), nhưng 2 công tử đã sớm trốn khỏi cung. Ả thanh trừng hậu cung, dọa nạt khiến Dương thị, một vương phi khác ở Ninh Khánh cung sợ hãi tự vẫn. Sau đó ả xin Trụ Vương đưa Hồ Hỷ Mỵ và Ngọc Mỹ nhân đều có yêu thuật và nhan sắc nhập cung.
Đát Kỷ đuổi Khương Tử Nha đi, Thân Công Báo (申公豹) được làm quốc sư là do tài nâng đỡ và mồm miệng của Đát Kỷ thuyết phục nhà vua. Sau một thời gian được Trụ Vương cung phụng, cuối cùng Đát Kỷ sinh cho vua một người con trai tên Vũ Canh tuy còn nhỏ song cũng khôn lanh, được Trụ Vương yêu hơn cả Ân Hồng và Ân Giao do Khương hậu sinh. Về sau, được Cơ Phát sắc phong cho một cõi chư hầu, nối kiếp lửa hương. Bá Ấp Khảo (伯邑考), một người tình cũ của Đát Kỷ, đẹp trai, văn hay, võ giỏi, con trai của Tây Bá hầu Cơ Xương. Đặc biệt chàng có biệt tài về âm nhạc, trời phú cho có đôi tay tinh tường, những ngón tay như thần có thể điều khiển tiếng đàn. Vẻ đẹp cùng với tài năng của chàng đương nhiên đã khiến Đát Kỷ say như điếu đổ. Vốn tính dâm dục, Đát Kỷ là gái có chồng đã bất chấp luân thường đạo lý, lập mưu tính kế chiếm giữ trái tim chàng. Có lẽ trên thế gian này có người nào đó ở trong một cung điện xa hoa cùng với một mỹ nữ tuyệt sắc như Đát Kỷ mà có thể giữ được bình tĩnh thì người đó chính là Bá Ấp Khảo. Vương hậu xinh đẹp, quyến rũ, vuốt ve mơn trớn thế nào, chàng cũng nhất định không phục tùng nên bị chặt đầu rồi băm thịt làm nhân bánh bao gửi về cho Cơ Xương.
Ân triều còn có một vị quan trung nghĩa tên Hoàng Phi Hổ, có người vợ là Giả thị (賈氏) có nhan sắc diễm lệ, nức tiếng xa gần. Theo lệ triều đình hàng năm, cứ đến Tết nguyên đán các quan phải đưa phu nhân vào cung bái yết đại vương. Giả phu nhân theo chồng vào cung, Trụ Vương thấy Giả thị xinh đẹp, nói chuyện duyên dáng nên cuồng si vọng tưởng. Đát Kỷ thấy vậy nên ganh ghét, bày kế hãm hại, giả vờ mời Giả thị tham dự dạ yến với Trụ Vương, sau đó cáo mệt về cung trước. Trụ Vương say rượu, không giữ lễ nghĩa nên cưỡng bức Giả thị. Vốn là người trọng tiết tháo, Giả thị không chịu được nhục nhã, lao mình từ trên lầu cao xuống đất tự tử. Vương phi Hoàng thị của Trụ Vương, vốn là em gái Hoàng Phi Hổ, nghe tin vô cùng phẫn nộ, chạy đến trách Trụ Vương vô sỉ, còn dọa giết Đát Kỷ để trả thù nên bị Trụ Vương lỡ tay đánh chết. Những câu chuyện về Đát Kỷ còn nhiều vô kể, nhưng có lẽ câu chuyện làm người đời "rùng mình" nhất chính về sự hiếu kỳ của ả. Chuyện kể rằng, một lần Trụ Vương cùng Đát Kỷ đi dạo, thấy cảnh một cụ già và một em bé đi trong mưa tuyết, cụ già thì khỏe mạnh, còn em bé run rẩy vì lạnh. Đát Kỷ cảm thấy thật hiếu kỳ. Không lẽ cụ già sinh ra lúc cha mẹ còn trẻ nên ống chân có tủy, đứa trẻ kia sinh ra lúc cha mẹ già yếu nên ống chân không có tủy? Nghĩ vậy, ả bèn sai người chặt chân cụ già và em bé ra xem rồi cười. Lại có một lần, Đát Kỷ cùng các cung nữ ra ngoài ngắm cảnh, thấy một người phụ nữ mang thai đi qua. Đát Kỷ tò mò giới tính của thai nhi nên sai quân lính mổ bụng người mẹ ra xem. Sự hiếu kỳ của ả một lúc đã cướp đi sinh mạng hai mẹ con. Trong triều có Tỷ Can là vị đại thần vô cùng giỏi giang, học vấn uyên thâm, là một trụ cột của nước Thương lúc bấy giờ. Đát Kỷ nghe câu: "Thánh nhân chi tâm hữu thất khiếu" (Trái tim người tài có bảy ngăn), bèn hạ lệnh moi tim ông ra để xem liệu tim Tỷ Can thật có bảy ngăn hay không.
Chu Vũ vương Cơ Phát được sự phò tá của Khương Tử Nha đã đánh đổ nhà Thương. Trụ Vương mất nước bèn mặc áo dát ngọc leo lên Lộc Đài tự châm lửa thiêu và chết trong đám cháy. Trụ Vương chết rồi, Thái Bạch Kim Tinh cho mang vong hồn về sao Phá Quân, phong làm thần phá hoại. Còn Đát Kỷ thì bị Khương Tử Nha xử tử hình. Thái Bạch Kim Tinh cho bắt vong hồn Đát Kỷ về phong làm thần dục vọng, ác liệt, hoang đàng để cai quản sao Tham Lang.

## Trong văn hoá đại chúng
Phim nổi bật nhất về Đát Kỷ là bộ phim truyền hình do TVB sản xuất Bảng Phong Thần (2001) hay còn được biết đến với cái tên Đát Kỷ Trụ Vương, với các diễn viên: Ôn Bích Hà (vai Đắc Kỷ), Trần Hạo Dân (vai Na Tra), Tiền Gia Lạc (vai Dương Tiễn), Trịnh Tử Thành (vai Trụ Vương) của TVB...

### Phim truyền hình
| Năm  | Quốc gia sản xuất | Phim truyền hình                                              | Diễn viên      |
| 1989 | Trung Quốc        | Phong Thần Bảng (封神榜)                                      | Lương Lệ       |
| 1990 | Trung Quốc        | Phong Thần Bảng (封神榜)                                      | Phó Nghệ Vỹ    |
| 1999 | Singapore         | Liên Hoa Đồng tử Na Tra (哪吒传说)                            | La Hải Quỳnh   |
| 2001 | Hồng Kông (TVB)   | Đát Kỷ Trụ Vương Tên gốc "Phong thần bảng" (封神榜)           | Ôn Bích Hà     |
| 2006 | Trung Quốc        | Phong thần diễn nghĩa: Phượng minh Kỳ Sơn (封神榜之•凤鸣岐山) | Phạm Băng Băng |
| 2007 | Trung Quốc        | Phong thần diễn nghĩa: Võ Vương phạt Trụ (封神榜之•武王罚紂)  | Lâm Tâm Như    |
| 2009 | Trung Quốc        | Thiên Sứ Chung Quỳ (天师钟馗)                                 | Hoắc Tư Yến    |
| 2013 | Trung Quốc        | Phong Thần Anh Hùng Bảng 1 (封神英雄榜)                       | Trương Hinh Dư |
| 2015 | Trung Quốc        | Phong Thần Anh Hùng Bảng 2 (封神英雄榜)                       | Lý Y Hiểu      |
| 2018 | Trung Quốc        | Phong Thần diễn nghĩa (封神演义)                              | Vương Lệ Khôn  |
| ...  | Trung Quốc        | Triều Ca (朝歌)                                               | Ngô Cẩn Ngôn   |

### Phim điện ảnh
| Năm  | Quốc gia sản xuất | Phim điện ảnh                                               | Diễn viên      |
| 2016 | Trung Quốc        | Phong Thần Bảng (封神榜)                                    | Phạm Băng Băng |
| 2023 | Trung Quốc        | Phong Thần Đệ 1 - Triều Ca Phong Vân (封神第一部：朝歌风云) | Na Nhiên       |